# کتاب‌شناسی عباس کیارستمی
در کنار ساخت فیلم‌های مستند، کوتاه و سینمایی، آثار عباس کیارستمی حوزه گسترده‌ای را در برمی‌گیرد: از عکاسی، طراحی تیتراژ، پوستر، ویدیوآرت تا نجاری و ساخت صندوق‌های چوبی. بخشی از فعالیت‌های کیارستمی هم با کتاب گره خورده است. از کتاب «من حرفی دارم که فقط شما بچه‌ها باور می‌کنید»، داستانی از احمدرضا احمدی، که بیش از ۴۰ سال پیش با نقاشی‌های او منتشر شده تا امروز و «شب ندارد سر خواب». آن‌چه در ادامه می‌آید کتاب‌شناسی کامل آثار اوست، و همچنین کتاب‌هایی که درباره او و آثارش نوشته شده و در ایران منتشر شده‌اند. منبع درج اطلاعات تعدد چاپ و سال انتشار کتابخانه ملی ایران است.

## کتاب‌ها
- رنگها
- باد و برگ
- حافظ به روایت کیارستمی
- سعدی از دست خویشتن فریاد
- همراه با باد
- ده (۱۰)
- گرگی در کمین
- آتش در باد جزئی از کلیات شمس
- آب
- من خانه‌م (۱۳۹۹)
- من سفرم (۱۳۹۹)

## گفتگوها
- گفت و گوهایی با عباس کیارستمی

### کتاب «گفت‌وگو با عباس کیارستمی»
مهدی مظفری ساوجی گفت‌وگوی مفصلی در قالب کتاب با عباس کیارستمی انجام داده که با او دربارهٔ زندگی و آثارش به تفصیل صحبت کرده. عباس کیارستمی در این کتاب به سال‌های آغازین زندگی خود برمی‌گردد و از تحصیلات ابتدایی تا مقطع دبیرستان که نخستین بارقه‌های علاقهٔ او به سینما در این دوره شکل گرفته صحبت می‌کند. مهدی مظفری ساوجی در گفت‌وگوهای خود با کیارستمی در این کتاب، به موضوعاتی چون «تولد و خانواده»، «دوران کودکی و مدرسه»، «شعر، سینما، موسیقی»، «گرایش به سینما»، «قیصر در سینمای ایران»، «فیلم‌سازی در ایران و خارج از ایران»، «سینمای موج نو ایران»، «سینمای مستقل و سینمای بدنه»، و… پرداخته است. کیارستمی در این کتاب، دربارهٔ بسیاری از چهره‌های ادبیات و هنر ایران و جهان اظهار نظر کرده است.
- گفتگو با عباس کیارستمی، مهدی مظفری ساوجی، انتشارات آبان، ١٣٩٦. این کتاب با ویراست جدید در سال ١٣٩٨ منتشر شده و سال ٢٠٢٣ ترجمه ترکی آن در ترکیه انتشار یافت.